# Arnauld Haudry de Soucy
 (mars 2015).
Pour les articles homonymes, voir Haudry.
Le baron Arnauld Marie André Haudry de Soucy est un Compagnon de la Libération né à Strasbourg le 2 décembre 1921 et mort aux Essards le 7 août 1994.

## Biographie
Fils du baron Pierre Haudry de Soucy, banquier devenu trappiste à l'abbaye de Cîteaux en 1930, et de Marie de Vergès, sa sœur se maria à René Pailleret et une de ses filles au fils de Philippe de Bourgoing. Il suit ses études au lycée de Rennes, au collège de Pontlevoy, puis à l'Université de Caracas, et est diplômé de langues et d'économie. Par la suite, Il se marie six fois et a six enfants.

### Résistance
Il s'engage en 1940 dans l'armée, et après une première tentative échouée de rejoindre Londres en juillet, il y rallie la France libre fin 1940, où il s'engage dans les Forces françaises libres en janvier 1941.
Il est affecté au BCRA et est envoyé en mission au Maroc pour organiser l'évasion de prisonniers vers Gibraltar, mais, ayant été dénoncé, il est emprisonné à Port-Lyautey au mois de mai 1941 et condamné à vingt-cinq ans de travaux forcés puis à la peine capitale. Après plusieurs tentatives de fuite, il est libéré grâce au débarquement des troupes alliées en Afrique du Nord en novembre 1942.
Il se trouve alors affecté au 3e bataillon des Corps francs d'Afrique  et participe à la campagne de Tunisie, après avoir été nommé caporal. Blessé par balle le 18 mars, il reçoit une citation pour son action au combat. Affecté au 3e bataillon du RMT, Haudry de Soucy stationne avec la 2e DB du général Leclerc au Maroc jusqu'en mai 1944, où il rejoint la Grande-Bretagne. Promu sergent, Il prend part à la campagne de Normandie durant laquelle il est blessé le 16 août 1944. Il reçoit une nouvelle citation pour son « magnifique sang-froid au feu » et pour l'exemple qu'il donne à tous de son parfait « mépris du danger ».
Le 23 novembre 1944, après la Libération de Paris, il est blessé par balle devant Strasbourg en protégeant la construction de la passerelle qui permettra le succès de l'opération. 
En février 1945, il est nommé à la DGER, avant d'être promu sous-lieutenant en mars 1945.

### Après-guerre
Après la guerre, il est successivement attaché à l'Organisation internationale pour les réfugiés en Allemagne (1945), en poste au Bureau international du travail en Suisse, au Paraguay, en Bolivie et au Brésil (1950-1953), conseiller technique du ministère du Travail au Venezuela (1953-1961), affecté au Bureau d'Études SEDES à Paris (1961-1964), à la BIRD au Brésil et aux États-Unis et à la fondation Ford en Égypte (1964-1966), économiste et conseiller pour le développement à l'ONU (1966), représentant du Crédit lyonnais au Brésil, en Bolivie et au Paraguay (1973), membre de la section des Finances du Conseil Économique et Social (1974) et conseiller du commerce extérieur de la France (1978-1983).

## Décorations
- Officier de la Légion d'honneur
- Compagnon de la Libération par décret du 24 mars 1945[3]
- Commandeur de l'ordre national du Mérite
- Croix de guerre 1939-1945 (5 citations)
- Médaille de la Résistance française par décret du 24 avril 1946[4]
- Médaille des évadés
- Croix du combattant
- Médaille coloniale
- Médaille de l'internement pour faits de Résistance

- Médaille commémorative des services volontaires dans la France libre
- Insigne des blessés militaires
- Silver Star Medal (États-Unis)
- Africa Star (GB)
- Commandeur de l'Étoile noire (Bénin)